# Ortoceratitkalk
Ort(h)oceratitkalk (svensk og norsk: ortocerkalk) er en grå eller rød, sjældnere grøn kalksten fra Tidlig Ordovicium, som især træffes i Skåne og på Bornholm, men også enkelte steder i Mellemsverige samt i Oslofeltet. Det er en meget tæt kalksten med stort indhold af fossiler, især de med nautiler beslægtede nu uddøde ortoceratitter, men også trilobitter. På Bornholm er kalkstenen, her kaldet cementsten, mørkfarvet pga et lerindhold på 10-15% og indeholder færre fossiler. På Øland brydes kalkstenen i brud, især røde varianter, der er hyppigt brugt som udsmykning og facadesten, til især gulve og trapper i offentlige bygninger.

## Beskrivelse og forekomst
Kalkstenen består hovedsageligt af mikroskopiske calcit-korn blandet med mindre andele af lermineraler og jernholdige mineraler. Fossilindholdet er stort, mest i form af små stumper fra trilobiter og pighuder, iblandet de meget karakteristiske aflange kegleformede fossiler af de nu uddøde blæksprutter Orthoceras og Endoceras. Kalkstenen er formentlig dannet på ret dybt vand i et forholdsvis næringsfattigt hav, med meget lave sedimentationsrater på nogle få mm pr årtusinde, og med hyppige sedimentationsafbrydelser, som dog formentlig ikke skyldes tørlægning, da kalken indeholder mange fine strukturer, som ville være blevet ødelagt, hvis havbunden var blevet tørlagt.
I Sverige forekommer ortoceratitkalk i områder i Skåne og på Öland, samt i Västergötland, Dalarne, Närke, Östergötland og Jämtland. En kalksten med samme alder og sammensætning findes i et område omkring Yichang i det centrale Kina.
I Sverige er ortoceratitkalken typisk omkring 50 m tyk og med mindre indhold af ler og organisk materiale end på Bornholm. Traditionelt opdeles kalkstenen i fire forskellige niveauer efter farven, nemlig nedefra:
- nedre rødsten: knap 20 m tyk rødbrun kalksten med tynde, lerede bænke adskilt af skiferlag,
- klæbersten (svensk: täljsten): godt 1 m tyk grå kalksten, som er hårdere og mere lerfri end de øvrige niveauer,
- øvre rødsten: omkring 11 m tyk kalksten med tynde bænke og kraftigere rød farve end nedre rødsten,
- leversten: omkring 20 m tyk kalksten med grå farve med indslag af grøn eller brunliggul

I stenbruddene på Öland forekommer der stærkt spraglede horisonter af kalken, hvis farver skyldes gravegange eller en særlig kemisk sammensætning.
I Mellemsverige henføres den nedre del af ortoceratitkalken til Lanna-formationen, mens den øvre del hører til Holen-formationen. I Skåne og på Bornholm, hvor kalkstenen er mere leret, henføres kalken til Komstad-formationen.
På Bornholm fremtræder ortoceratitkalken i et antal afgrænsede områder på øens sydlige del som et 5 m tykt lag af finkornet bænket kalksten, hvis farve veksler fra lys grå til næsten sort, idet den mørke kalk indeholder mere ler og organisk materiale end den lyse. De enkelte bænke adskilles af vandrette flader, med et karakteristisk smågrubet udseende og med sorte belægninger af fosforit og organisk materiale, foruden gravegange, dvs spor efter gravende og borende organismer.

## Brydning og anvendelse
I Sverige er ortoceratitkalk især blevet brudt på det nordlige Öland, hvor farven mest er rødlig eller grålig, med olivengrønne, gullige eller hvide horisonter, og i Närke omkring Örebro, hvor farven er duegrå eller blegrosa. Kalken fra Närke kan ses i mange stockholmske bygninger fra omkring år 1900.

### Danske eksempler
Danske bygninger, hvor ortoceratitkalk – oftest fra Øland, og kendt som ølandskalk – er brugt til især gulve:

#### København
- Nationalmuseet, Ny Vestergade, gulvet i Runesalen
- Geocenter Danmark, gulvet i rotunden
- Klostergangen, passage mellem Amagertorv 29 og Læderstræde 32
- Glostrup Station, del af facade mod banegårdsplads
- Willemoesgade 64, Østerbro, trappesten

#### Provinsen
- Aarhus Hovedbanegård
- Holstebro Station
- Kolding Station
- Koldinghus Slotskirke
- Viborg domkirke
- Ry Højskole, gulvet i spisesalen
- Idrætshøjskolen Sønderborg, gulve i spisesal og gange
- Sønderborg Slotskapel, visse af gulvfliserne
- Stege kirke
- Liselund Slot, trapper